# 중동오세아니아어군
중동오세아니아어군(영어: Central-Eastern Oceanic languages)은 200개 이상의 언어들이 이루는 오스트로네시아어족 오세아니아어군의 한 분기군이다.

## 분류
전통적인 분류에서는 이 어군 안에 원양오세아니아어군이라는 분기군을 설정했으나, 이는 Lynch et al. (2002)에서 해당 분류의 기준이 될 만한 특징을 찾을 수 없다는 이유로 폐기되었다.
- 남동솔로몬어군
- 남오세아니아 연결체 (파이칭어 등 누벨칼레도니와 바누아투의 언어들)
- 중앙태평양어군 (폴리네시아어군과 피지의 오스트로네시아어족 토착 언어들)
- 미크로네시아어군

Ross & Næss (2007)에서는 우투푸아바니코로어군을 중동오세아니아어군에서 제외하고 오세아니아어군의 새로운 분기군인 테모투어군으로 재설정했다.

## 참고 문헌
- Lynch, John, Malcolm Ross & Terry Crowley. (2002). The Oceanic languages. Richmond, Surrey: Curzon Press.